# Jerzy Matykiewicz
Jerzy Władysław Matykiewicz (ur. 24 marca 1919 w Szczyrzycu, zm. 29 marca 2003 w Średniej Wsi) – major Wojska Polskiego, oficer Polskich Sił Zbrojnych, kawaler Orderu Virtuti Militari, nauczyciel.

## Życiorys
Ukończył II Liceum Ogólnokształcące im. Króla Jana III Sobieskiego w Krakowie w 1937. Zamieszkiwał w Średniej Wsi od roku 1979.
Po wybuchu II wojny światowej ochotniczo wstąpił do Wojska Polskiego i został przydzielony do szwadronu kawalerii Raciborowicach. Brał udział w walkach z Niemcami w okolicach Rejowca, Biłgoraja, Frampola i Turbii, zaś pod Żółkwią jego oddział został rozwiązany, a żołnierze internowani do ZSRR. W 1940 Jerzy Matykiewicz został deportowany do Kazachstanu, gdzie pracował w kołchozie.
Na mocy układu Sikorski-Majski odzyskał wolność w 1941, po czym wstąpił w Tockoje do formującego się 2 Korpusu Polskiego, gdzie trafił do szeregów 18 pułku piechoty. Następnie został przydzielony do szkoły broni pancernej. W 1942 wraz z wojskami został ewakuowany do Iranu. W 1942 został przydzielony do 4 pułku pancernego „Skorpion”. Od 1944 w jego szeregach brał udział w kampanii włoskiej. Uczestniczył m.in. w bitwie o Monte Cassino. Za swoje czyny bojowe otrzymał odznaczenia.
Po zakończeniu wojny w 1948 wrócił do Polski. Uzyskał stopień doktora. W latach 70. był wicedyrektorem departamentu rolnictwa w Ministerstwie Sprawiedliwości. Od 1 sierpnia 1988 do 31 sierpnia 1994 był nauczycielem języka angielskiego w Liceum Ogólnokształcącym w Lesku i był inicjatorem nadania szkole imienia gen. Władysława Andersa w 1993. Ponadto wraz z nauczycielami i uczniami uczestniczył w obchodach 50-lecia bitwy pod Monte Cassino w 1994 we Włoszech.
Jego żoną była Elżbieta. Ze Szczyrzyca pochodził także Ignacy Matykiewicz (ur. 1923, syn Anieli i Jana), żołnierz Narodowych Sił Zbrojnych.
W 2003 historyk Andrzej Olejko poświęcił Jerzemu Matykiewiczowi referat pt. Jeden z grona „Skorpionów” – czyli śladami mjr broni pancernej Jerzego Matykiewicza.

## Odznaczenia
- Krzyż Srebrny Orderu Virtuti Militari (za męstwo w bitwie pod Monte Cassino, nadany decyzją Naczelnego Wodza Polskich Sił Zbrojnych)[9][10].
- Krzyż Walecznych (czterokrotnie)
- Złoty Krzyż Zasługi
- Złoty Krzyż Zasługi z Mieczami
- Krzyż Pamiątkowy Monte Cassino